# Huta Bangun Jae
Huta Bangun Jae is een bestuurslaag in het regentschap Mandailing Natal van de provincie Noord-Sumatra, Indonesië. Huta Bangun Jae telt 852 inwoners (volkstelling 2010).